# Bazil Marian
Bazil „Bombardierul“ Marian (* 7. November 1922 in Uioara; † 19. Januar 2008 in Bukarest) war ein rumänischer Fußballspieler und -trainer.

## Karriere als Spieler

### Verein
Der Rechtsaußen begann mit dem Fußballspiel im Alter von 11 Jahren bei Solvay Uioara. Im Jahr 1938 wechselte er zu Victoria Cluj, wo er im Alter von 16 Jahren am 24. September 1939 beim Sieg gegen Juventus Bukarest in der Divizia A debütierte. Ab 1940 spielte er für eine Saison beim Ligakonkurrenten Mica Brad, bevor er 1941 in die Hauptstadt zu Carmen Bukarest wechselte. Dort spielte er bis 1947, als der Verein auf Geheiß der neuen kommunistischen Regierung aufgelöst wurde. Marian versuchte gemeinsam mit seinem Mannschaftskameraden Valentin Stănescu auf dem Schiffsweg nach Italien zu flüchten, die beiden wurden jedoch auf dem Deck aufgespürt und festgenommen. Ein Gefängnisaufenthalt wurde ihnen erspart, da sie sich im Gegenzug verpflichteten, für den Eisenbahnerverein CFR Bukarest aufzulaufen. CFR wurde 1949 in Locomotiva Bukarest umbenannt, wurde 1950 rumänischer Vizemeister und stieg 1951 in die Divizia B ab. Der unmittelbare Aufstieg gelang gemeinsam mit Marian, der dem Verein bis zum Ende seiner aktiven Karriere im Jahr 1954 treu blieb.

### Nationalmannschaft
Für die rumänische Fußballnationalmannschaft absolvierte Marian 18 Spiele, in denen er zwei Tore erzielte. Sein erstes Länderspiel bestritt er am 1. Juni 1941 gegen Deutschland.

## Karriere als Trainer
Nach seiner Spielerkarriere blieb Marian Locomotiva Bukarest als Co-Trainer erhalten. Der Verein änderte 1958 seinen Namen in Rapid Bukarest. 1960 wechselte Marian zu Jiul Petroșani, mit dem er 1961 in die Divizia A aufstieg, um in der Folgesaison jedoch wieder abzusteigen. Marian ging anschließend zum rumänischen Fußballverband und arbeitete bis 1967 als Trainer der Jugendnationalmannschaft, die in der Hinrunde der Saison 1962/63 unter dem Namen Viitorul Bukarest in der Divizia A teilnahm. Im Januar 1967 übernahm er die rumänische Fußballnationalmannschaft gemeinsam mit Valentin Stănescu, gab sie jedoch im März 1967 nach nur einem Spiel, dem Unentschieden am 4. Januar 1967 gegen Uruguay, wieder ab. Anschließend wurde er Trainer bei Dinamo Bukarest, mit dem er 1969 rumänischer Pokalsieger wurde. In der Hinrunde der Saison 1969/70 betreute Marian Farul Constanța, in der Rückrunde sowie in der Folgesaison stand er bei FC Argeș Pitești unter Vertrag. 1971 kehrte er zu Rapid Bukarest zurück, mit dem ihm 1972 sein zweiter Pokalsieg gelang. In der Winterpause 1972/73 wurde er durch Dumitru Macri ersetzt. Im Anschluss wechselte Marian nach Algerien, wo er zunächst VO Boufarik und anschließend JSK Tizi-Ouzou übernahm. 1975 war dieses Intermezzo im Ausland beendet und Marian übernahm erneut Aufgaben im Trainerstab von Rapid Bukarest. Ab 1979 war er wieder für den rumänischen Verband tätig, diesmal als Jugendtrainer und Spielbeobachter, bis er sich 1989 aus gesundheitlichen Gründen zurückziehen musste.

## Erfolge als Trainer und Ehrungen
- Rumänischer Pokalsieger: 1969, 1972
- Verdienter Trainer
- Ehrenmitglied des rumänischen Fußballverbandes